# Salim Khelifi
Salim Khelifi (Losanna, 26 gennaio 1994) è un calciatore svizzero naturalizzato tunisino, centrocampista dell'Academia P.C..

## Carriera

### Club
Nel 2011 ha firmato il suo primo contratto da calciatore professionista con il Losanna e ha effettuato il suo esordio il 6 agosto. Il 30 gennaio 2014 viene ceduto all'Eintracht Braunschweig.

### Nazionale
Nel 2009 ha avuto la sua prima convocazione in nazionale Under-16, poi l'Under-17 nel 2010, e nel 2011 è stato convocato in Under-18. Il 2 settembre 2016, in occasione della partita contro il Kazakistan, segna la sua prima rete con la nazionale svizzera Under-21.

## Palmarès

### Competizioni nazionali
- Campionato svizzero: 1

Zurigo: 2021-2022